# معتصم العلي
معتصم العلي أو عصوم العلي واسمه الكامل معتصم علي "محمد حسين" علي دعمة (وُلِدَ في 27 يناير 1998 – اغتيل في 7 فبراير 2024) هو قائد عسكري فلسطيني، من مخيم نور شمس في مدينة طولكرم الفلسطينية، كان قائدًا عسكريًا في كتائب شهداء الأقصى الجناح العسكري لحركة التحرير الوطني "فتح"، وقائدًا عسكريًا لكتيبة طولكرم وأحد مؤسسيها، وقد كان المطلوب الأبرز لإسرائيل؛ إذ اتهمته إسرائيل بالقيام بسلسلة هجمات وأنشطة عسكرية مسلحة ضدها ووصفته بأنه "إرهابي بارز" ووضعته على قائمة الاغتيالات. اغتالته إسرائيل في عملية عسكرية خاصة واسعة لها في طولكرم خلال الحرب الفلسطينية الإسرائيلية 2023–2024 وقُتل معه اثنين من مرافقيه، ولا زالت إسرائيل تحتجز جثمانه لديها حتى اليوم.

## سيرته وحياته العسكرية
وُلِدَ معتصم علي "محمد حسين" علي دعمة بتاريخ 27 يناير 1998 في مدينة طولكرم لأسرة فلسطينية من مخيم نور شمس بالمدينة.
في 11 سبتمبر 2016 اعتقله الجيش الإسرائيلي بتهمة تنفيذه لأعمال مسلحة والعثور على أسلحة بحوزته، وقال المتحدث العسكري باسم الجيش الإسرائيلي بهذا الخصوص أنه جرى اعتقاله "بعد العثور على على أسلحة ومعدات تستخدم في إعداد القنابل البدائية"، وليُفرج عنه في يونيو 2019، أي بعد حوالي ثلاثة سنوات من الاعتقال.
في مطلع عام 2023 شارك في تأسيس كتيبة طولكرم وكان القيادي العسكري الأبرز لها، وكان قياديًا بارزًا في كتائب شهداء الأقصى الجناح العسكري لحركة التحرير الوطني "فتح"، وليصبح في أعقابِ ذلك المطلوب الأبرز لإسرائيل التي وضعته على قائمة الاغتيالات ووصفته بأنه "إرهابي بارز"، فطاردته إسرائيل لفترة طويلة، ونجا خلالها من عدة محاولات اعتقال واغتيال، حيث اتهمته إسرائيل بإطلاق النار على قوات جيشها في أوقاتٍ سابقة وقيامه بأنشطة عسكرية أخرى والوقوف خلف سلسلة هجمات مُسلحة ضد أهداف إسرائيلية.
في يناير 2024 علق معتصم لصحيفة الشرق الأوسط على الاجتياح الإسرائيلي لطولكرم قائلًا أن الدعم الشعبي لكتيبة طولكرم واسع النطاق وأضاف أنه "لن يوقفنا شيء وأنه يريد إنهاء الاحتلال".

## اغتياله

### وقائع اغتياله
اغتاله الجيش الإسرائيلي في عملية عسكرية خاصة واسعة استمرت لست ساعات متواصلة في مخيم نور شمس في مدينة طولكرم بتاريخ 7 فبراير 2024 بعد محاصرته في منزله الذي تحصن فيه، حيث اجتاح الجيش الإسرائيلي المنطقة وقصف المنزل بالصواريخ ودمره بالجرافات، وقد قُتل معه اثنين من مرافقيه ومساعديه وهما ابن عمه "إسلام إبراهيم علي" والشرطي الفلسطيني "زياد علي هاشم دعمة"، فيما أصيب تسعة فلسطينيين آخرين، منهم خمس إصابات بالرصاص الحي، في حين الإصابات الأربعة الأخرى بشظايا القصف.
وكانت قوات خاصة إسرائيلية تبعها تعزيزات وجرافات إسرائيلية اجتاحت مدينة طولكرم في حوالي الساعة 1:30 بتوقيت فلسطين من ظهر يوم الأربعاء 7 فبراير 2024 وحاصرت منزله، وقد استمرت العملية حتى الساعة 7:40 من مساء ذات اليوم، أي لستة ساعات متواصلة.
وانسحب الجيش الإسرائيلي ومعه جثمان معتصم الذي ما زال محتجزًا لدى إسرائيل حتى اليوم رافضةً تسليمه.
وعلمت صحيفة الأيام الفلسطينية من "مصادر موثوقة" أن معتصم "رفض الاستسلام وقرر المضي في خوض اشتباك مسلح مع القوة المقتحمة حتى استشهاده".

### ردود الفعل على اغتياله
- أفاد الهلال الأحمر الفلسطيني في 7 فبراير 2024 بأن الجيش الإسرائيلي منع مركبات الإسعاف من الدخول إلى مخيم نور شمس لإجلاء القتلى والجرحى الفلسطينيين خلال عملية الاغتيال الواسعة.[18]

- أعلنت القوى الوطنية والإسلامية الفلسطينية في بيانٍ صدر عنها في 7 فبراير 2024 عقب الاغتيال أن يوم الخميس 8 فبراير 2024 هو يوم إضراب شامل لكافة مناحي الحياة في محافظة طولكرم "حدادًا على أثر عملية الاغتيال الجبانة".[19]

- أعلنت إسرائيل أنها قضت على "الإرهابي البارز المطلوب معتصم علي" بمشاركة وحدة المستعربين التابعة لحرس الحدود الإسرائيلي ومقاتلي الاحتياط في الجيش الإسرائيلي من الكتيبة 8105 وتوجيه جهاز الشاباك، كما قالت إسرائيل أنه "تم خلال العملية القضاء على إرهابيين مسلحين اثنين حاولا الفرار من المنزل الذي تواجد فيه المطلوب، وعثر المقاتلون خلال العملية على أسلحة مختلفة، ولم تقع إصابات في صفوف قواتنا".[8]

- نعاه خاله وزير مقاومة الجدار والاستيطان مؤيد شعبان قائلًا: "سنفتقد شراستك وعنادك".[20]

- قالت "وحدة الشهيد معتصم العلي" في كتائب شهداء الأقصى، وهي وحدة سميت على اسمه عقب اغتياله، بأنها استهدفت مستوطنة عناب الإسرائيلية في محيط مدينة طولكرم مساء يوم 9 فبراير 2024 "في ردٍ أولي على عملية الاغتيال الجبانة للقائد معتصم العلي".[21]